# Jorge Antonio García
Jorge Antonio García Rodríguez (Caibarién, 14 de enero de 1988) es un deportista cubano que compitió en piragüismo en la modalidad de aguas tranquilas. Ganó nueve medallas en los Juegos Panamericanos entre los años 2007 y 2015.

## Palmarés internacional
| Juegos Panamericanos | Juegos Panamericanos    | Juegos Panamericanos | Juegos Panamericanos |
| Año                  | Lugar                   | Medalla              | Competición          |
| -------------------- | ----------------------- | -------------------- | -------------------- |
| 2007                 | Río de Janeiro (Brasil) | Medalla de plata     | K2 500 m             |
| 2007                 | Río de Janeiro (Brasil) | Medalla de bronce    | K1 1000 m            |
| 2007                 | Río de Janeiro (Brasil) | Medalla de bronce    | K4 1000 m            |
| 2011                 | Guadalajara (México)    | Medalla de oro       | K1 1000 m            |
| 2011                 | Guadalajara (México)    | Medalla de oro       | K4 1000 m            |
| 2011                 | Guadalajara (México)    | Medalla de plata     | K2 1000 m            |
| 2015                 | Toronto (Canadá)        | Medalla de oro       | K1 1000 m            |
| 2015                 | Toronto (Canadá)        | Medalla de oro       | K2 1000 m            |
| 2015                 | Toronto (Canadá)        | Medalla de oro       | K4 1000 m            |